# Prix Gibson
Le prix Gibson était un prix littéraire québécois fondé en 1976 par la Distillerie Gibson du Canada, conjointement avec la Société des écrivains canadiens. 
Il était attribué à l'auteur d'un premier roman.

## Lauréats
- 1977 - Nelson Dumais - L'Embarquement pour Anticosti
- 1978 - Donald Alarie - La Rétrospective ou Vingt-quatre heures dans la vie d'un passant